# Comunidad de comunas de Garazi-Baigorri
La Comunidad de comunas de Garazi-Baigorri (Communauté de communes de Garazi-Baigorri en francés, Garazi-Baigorri Herri Elkargoa, en vasco), es una estructura intercomunal francesa situada en el departamento francés de Pirineos Atlánticos de la región de Aquitania.

## Historia
Fue creada el 20 de diciembre de 2002 con la unión de los Sindicatos Intercomunales multipropósito (SIVOM, en francés) de Garazi, de Baigorri e Intercomunal, siendo sus comunas las diecinueve del antiguo cantón de San Juan Pie de Puerto y las once comunas del antiguo cantón de Saint-Étienne-de-Baïgorry y que actualmente pertenecen al cantón de Montaña Vasca.

## Nombre
Debe su nombre a las denominaciones en vasco de las comunas de San Juan Pie de Puerto (Donibane Garazi) y Saint-Étienne-de-Baïgorry (Baigorri).

## Composición
La Comunidad de comunas reagrupa 30 comunas:
| Comuna                    | Código INSEE | Cantón        | Población (2012) | Superficie (km²) | Densidad (hab./km²) |
| ------------------------- | ------------ | ------------- | ---------------- | ---------------- | ------------------- |
| Ahaxe-Alciette-Bascassan  | 64008        | Montaña Vasca | 283              | 14,64            | 19                  |
| Aincille                  | 64011        | Montaña Vasca | 129              | 6,26             | 21                  |
| Ainhice-Mongelos          | 64013        | Montaña Vasca | 157              | 10,30            | 15                  |
| Aldudes                   | 64016        | Montaña Vasca | 338              | 23,27            | 15                  |
| Anhaux                    | 64026        | Montaña Vasca | 344              | 12,33            | 28                  |
| Arnéguy                   | 64047        | Montaña Vasca | 235              | 21,21            | 11                  |
| Ascarat                   | 64066        | Montaña Vasca | 313              | 5,82             | 54                  |
| Banca                     | 64092        | Montaña Vasca | 332              | 49,60            | 6,7                 |
| Béhorléguy                | 64107        | Montaña Vasca | 76               | 20,58            | 3,7                 |
| Bidarray                  | 64124        | Montaña Vasca | 671              | 38,20            | 18                  |
| Bussunarits-Sarrasquette  | 64154        | Montaña Vasca | 170              | 12,04            | 14                  |
| Bustince-Iriberry         | 64155        | Montaña Vasca | 88               | 5,67             | 16                  |
| Çaro                      | 64166        | Montaña Vasca | 183              | 4,01             | 46                  |
| Estérençuby               | 64218        | Montaña Vasca | 356              | 45,87            | 7,8                 |
| Gamarthe                  | 64229        | Montaña Vasca | 123              | 9,91             | 12                  |
| Irouléguy                 | 64274        | Montaña Vasca | 355              | 9,38             | 38                  |
| Ispoure                   | 64275        | Montaña Vasca | 618              | 7,85             | 79                  |
| Jaxu                      | 64283        | Montaña Vasca | 172              | 10,65            | 16                  |
| Lacarre                   | 64297        | Montaña Vasca | 166              | 4,40             | 38                  |
| Lasse                     | 64322        | Montaña Vasca | 310              | 14,79            | 21                  |
| Lecumberry                | 64327        | Montaña Vasca | 178              | 5809             | 3,1                 |
| Mendive                   | 64379        | Montaña Vasca | 183              | 41,77            | 4,4                 |
| Ossès                     | 64436        | Montaña Vasca | 878              | 42,38            | 21                  |
| Saint-Étienne-de-Baïgorry | 64477        | Montaña Vasca | 1601             | 69,44            | 23                  |
| Saint-Jean-le-Vieux       | 64484        | Montaña Vasca | 864              | 11,64            | 74                  |
| San Juan Pie de Puerto    | 64485        | Montaña Vasca | 1486             | 2,73             | 544                 |
| Saint-Martin-d'Arrossa    | 64490        | Montaña Vasca | 505              | 18,43            | 27                  |
| Saint-Michel              | 64492        | Montaña Vasca | 269              | 30,30            | 8,9                 |
| Uhart-Cize                | 64538        | Montaña Vasca | 731              | 11,66            | 63                  |
| Urepel                    | 64543        | Montaña Vasca | 316              | 26,44            | 12                  |

## Competencias
La comunidad es un organismo público de cooperación intercomunal.
Sus recursos provienen del impuesto sobre los rendimientos del trabajo único, del sistema de contribuciones que se aplica a los residuos y asignaciones y subvenciones de diversos socios.
Sus competencias en general se centran en el desarrollo económico, medio ambiental, de empleo y los servicios comunitarios a los habitantes:
- Ordenación del Territorio
  - Plan de Coherencia Territorial (SCOT, en francés).
  - Plan Sectorial.
- Desarrollo y organización económica
  - Acción de desarrollo económico de las actividades industriales, comerciales o de empleo, (apoyo de las actividades agrícolas y forestales...).
  - Creación, organización, mantenimiento y gestión de zonas de actividades industriales, comerciales, terciario, artesanal o turístico.
- Desarrollo y organización social y cultural
  - Actividades culturales y socioculturales.
  - Actividades deportivas.
  - Construcción y/u organización, mantenimiento, gestión de equipamientos o establecimientos culturales, socioculturales, socioeducativos, deportivos…, etc.
  - Transporte escolar.
- Medio ambiente
  - Saneamiento no colectivo.
  - Recogida y tratamiento de los residuos urbanos y asimilados.
  - Protección y valorización del Medio Ambiente.
- Vivienda y hábitat
  - Programa local del hábitat.
- Servicio de vías públicas
  - Creación, organización y mantenimiento del servicio de vías públicas.
- Otros
  - Adquisición comunal de material.
  - Informática, Talleres vecinales.